# يوري هنريك فون فريكت

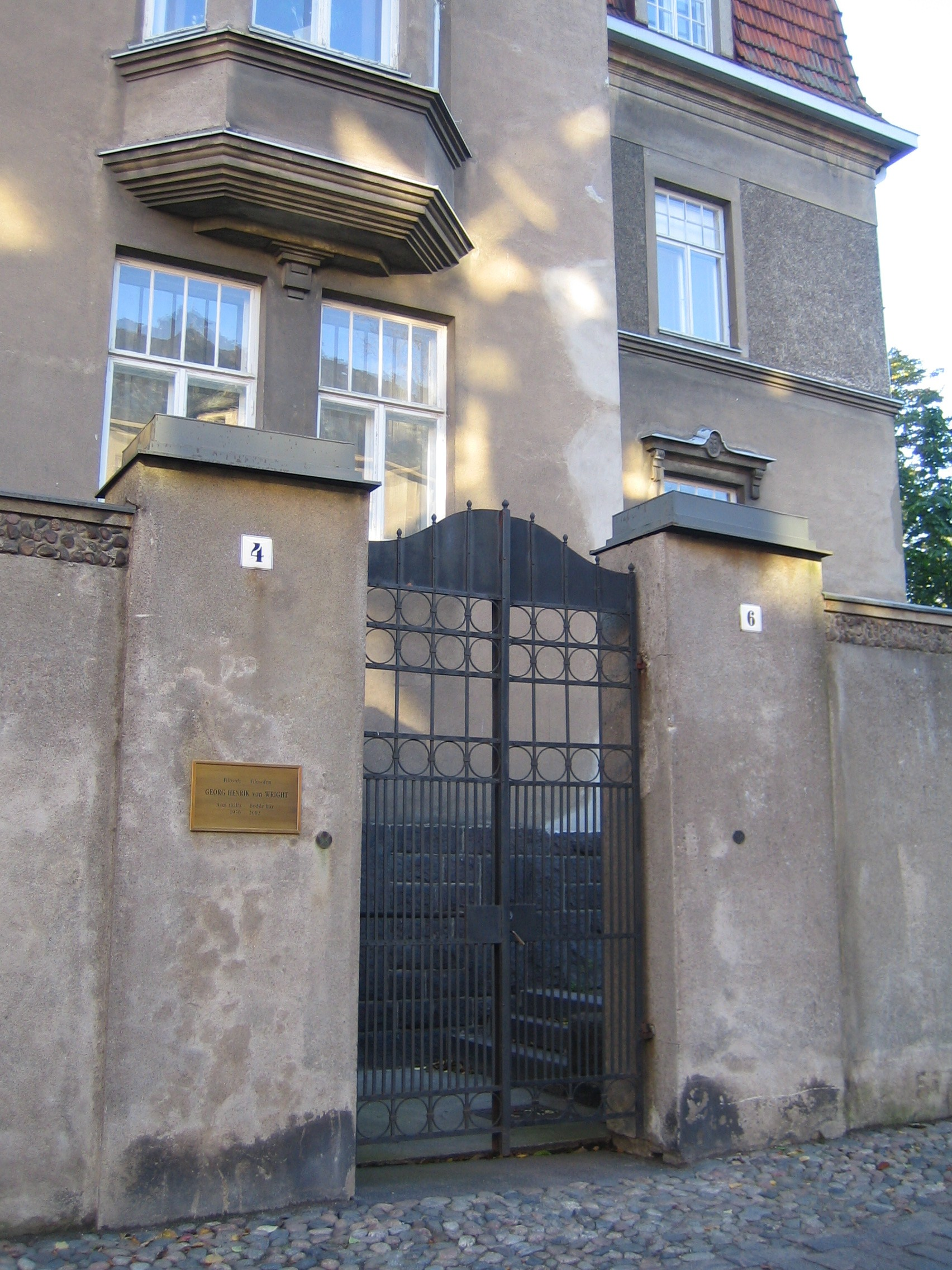
منزل فون فريكت في شارع لايفورينكاتو، هلسنكي :وضعت لافتة تذكارية بمناسبة إقامته الطويلة في المنزل على الجدار الخارجي في عام 2006.

يورْي هنريك فون فريكت (Georg Henrik von Wright؛ هلسنكي، 14 يونيو 1916 - هلسنكي، 16 يونيو 2003) فيلسوف فنلندي، خلف لودفيش فيتغنشتاين كأستاذ في جامعة كامبريدج. نشر باللغات الإنكليزية والألمانية والفنلندية والسويدية. ينتمي إلى الأقلية الناطقة باللغة السويدية في فنلندا، كما أن لفون فريكت أسلاف فنلنديين وآخرين اسكتلنديين من القرن السابع عشر.